# Михайлов, Александр Владимирович
Александр Владимирович Миха́йлов (род. 18 января 1951, Москва, РСФСР, СССР) — советский и российский офицер спецназа «Альфа» КГБ СССР — ФСБ РФ; Руководитель Второго отдела Управления «А» Центра специального назначения ФСБ России (2001—2004), участник Афганской, Первой чеченской и Второй чеченской войн; участник освобождения заложников в Сухуми, Будёновске и на Дубровке.

## Биография
Родился 18 января 1951 года в Москве. С 1973 года в органах госбезопасности — сотрудник 15-го Главного управления КГБ при СМ СССР. В 1978 году окончил Московский государственный университет имени М. В. Ломоносова.
С 1982 года по собственному желанию был переведён в Группу специального назначения «Альфа» КГБ СССР. Участник многочисленных спецопераций группы по освобождению заложников. С 1983 года — участник спецопераций во время боевых действий в Афганистане (боевая стажировка). В 1988 году во время Карабахского конфликта обеспечивал личную безопасность члена ЦК КПСС А. И. Вольского, направленного в зону конфликта М. С. Горбачёвым с широкими полномочиями. В 1989 году принимал участие в уничтожении террористов и освобождении заложников в городе Саратове. В 1990 году принимал непосредственное участие в разработке плана и в спецоперации по освобождению заложников в СИЗО города Сухум; за храбрость в этой операции был награждён орденом Красного Знамени.
С 1995 года участвовал в спецоперациях во время Первой и Второй чеченских войн. В 1995 году был участником проведении операции по освобождению захваченных басаевцами заложников в Будённовске. В 2001 году в Чечне во главе своего отдела возглавлял спецоперацию по уничтожению одиозного полевого командира, который был правой рукой Хаттаба, за эту операцию был награждён орденом Мужества.
В 2002 году в качестве начальника штурмовой группы участвовал в спецоперации на Дубровке, за эту операцию он получил орден «За заслуги перед Отечеством» IV степени с мечами. По словам А. В. Михайлова о той операции:

«…Прошли годы. Я часто вспоминаю эти страшные часы и тоже задаю себе вопрос: кто виноват, что заложники погибли? Время бескровных штурмов 80-х прошло… Тогда профессионалы в деле освобождения заложников были мудрее самих террористов, да и сам терроризм ещё был в колыбели. Сейчас терроризм повзрослел. В советское время найти гранату или взрывчатку дома у советского гражданина — ЧП на весь Союз. Сейчас по всей стране ходят десятки тысяч незарегистрированных стволов. Из-за того, что кто-то или взял у террориста деньги, или просто невнимательно отнесся к выполнению своих служебных обязанностей, погибли десятки людей, а на героев из специальных подразделений вылили ведра помоев. Ведь мы, спецназ, не убиваем, а спасаем заложников. Это наша работа. Мы умеем её делать. Но лучше бы, если бы её стало меньше. Лучше для всех нас…»

## Награды

### Ордена
- Орден «За заслуги перед Отечеством» IV степени с мечами
- Орден Мужества
- орден «За военные заслуги»
- Орден Красного Знамени
- Орден «За личное мужество»

### Медали
- Медаль ордена «За заслуги перед Отечеством» I степени с мечами
- Медаль ордена «За заслуги перед Отечеством» II степени с мечами

### Знаки отличия
- Почётный сотрудник госбезопасности

Именное оружие